# Juan Pablo Lázaro Montero de Espinosa
Juan Pablo Lázaro Montero de Espinosa (Madrid, 1963) es un empresario español, presidente de la Confederación Empresarial de Madrid-CEOE desde diciembre de 2014.
Ha trabajado siempre en el sector de la logística y el transporte, y es defensor ferviente del asociacionismo empresarial. El 1996 recibió el premio al Fomento y creación de empleo/trabajo de la Comunidad de Madrid y el 1997 el premio Nacional Joven Empresario 1997. De 1997 a 2002 vivió cinco años en Barcelona, cuando era el presidente ejecutivo de Agbar Global Market (del Grupo Agbar). Ha sido consejero de Madrid Espacios y Congresos (hasta 2011) y de Avalmadrid (2012-2014).
Fue presidente nacional de la Asociación de Jóvenes Empresarios y de la Asociación de Empresarios Iberoamericanos. En 2008 unos meses antes de la quiebra de Lehman Brothers, creó Sending, una empresa de paquetería urgente con sede en Madrid y que opera en toda la Península ibérica. También es el presidente de UNO Organización Empresarial de Logística y Transporte, y del Club Financiero Génova. Ha sido presidente de la comisión de Responsabilidad Social y vicepresidente de la comisión de Economía y política financiera de la CEOE. Además, es vicepresidente de Cepyme.
El 18 de diciembre de 2014 fue nombrado presidente de la Confederación Empresarial de Madrid-CEOE tras la dimisión de Arturo Fernández Álvarez, a raíz de sus escándalos judiciales. Sin mostrarse totalmente opuesto al proceso soberanista catalán, en 2018 triplicó la presencia de sus empresas en Barcelona.